# Rio delle Eremite

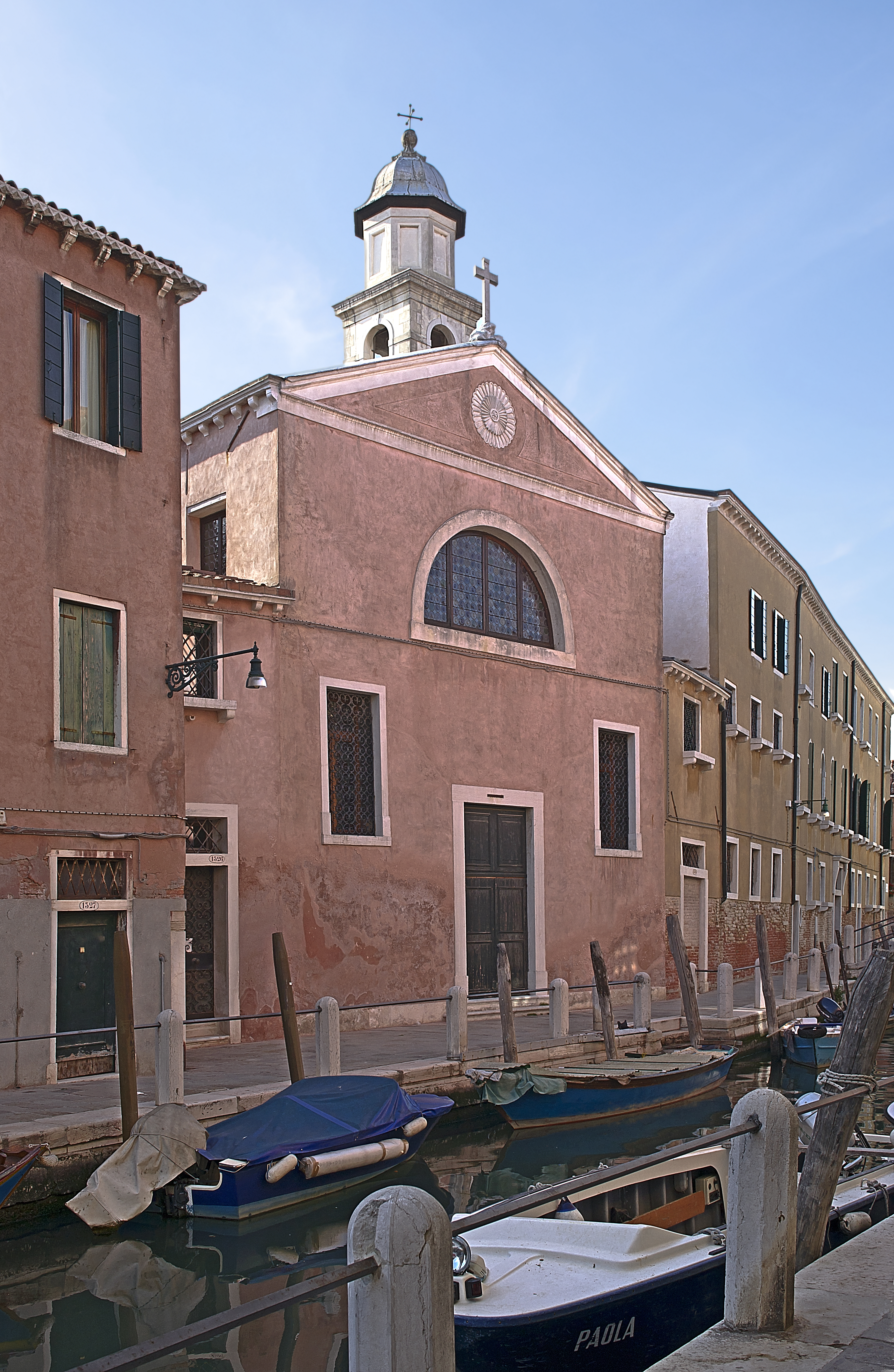
Église des Ermites

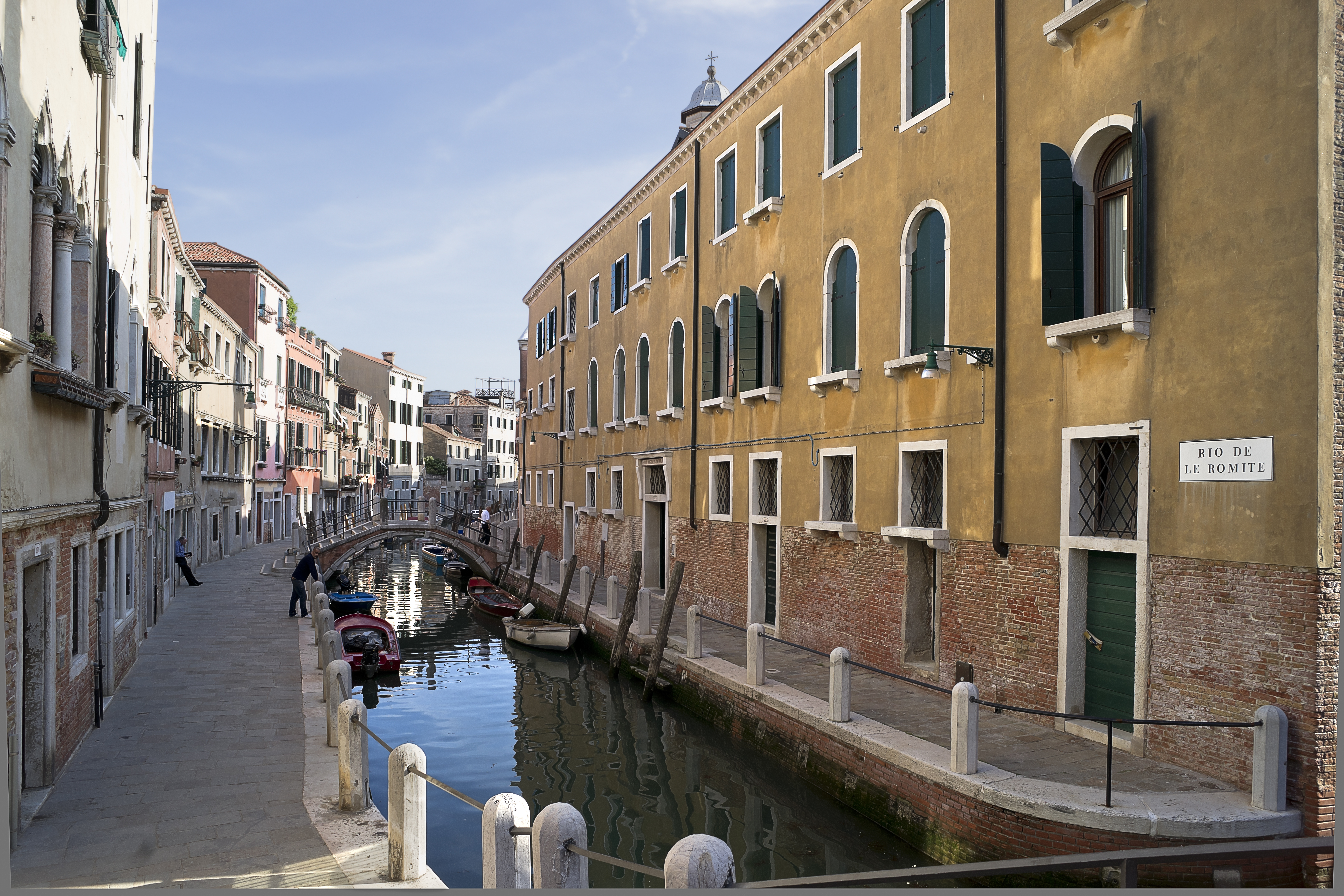
Rio delle Ermite

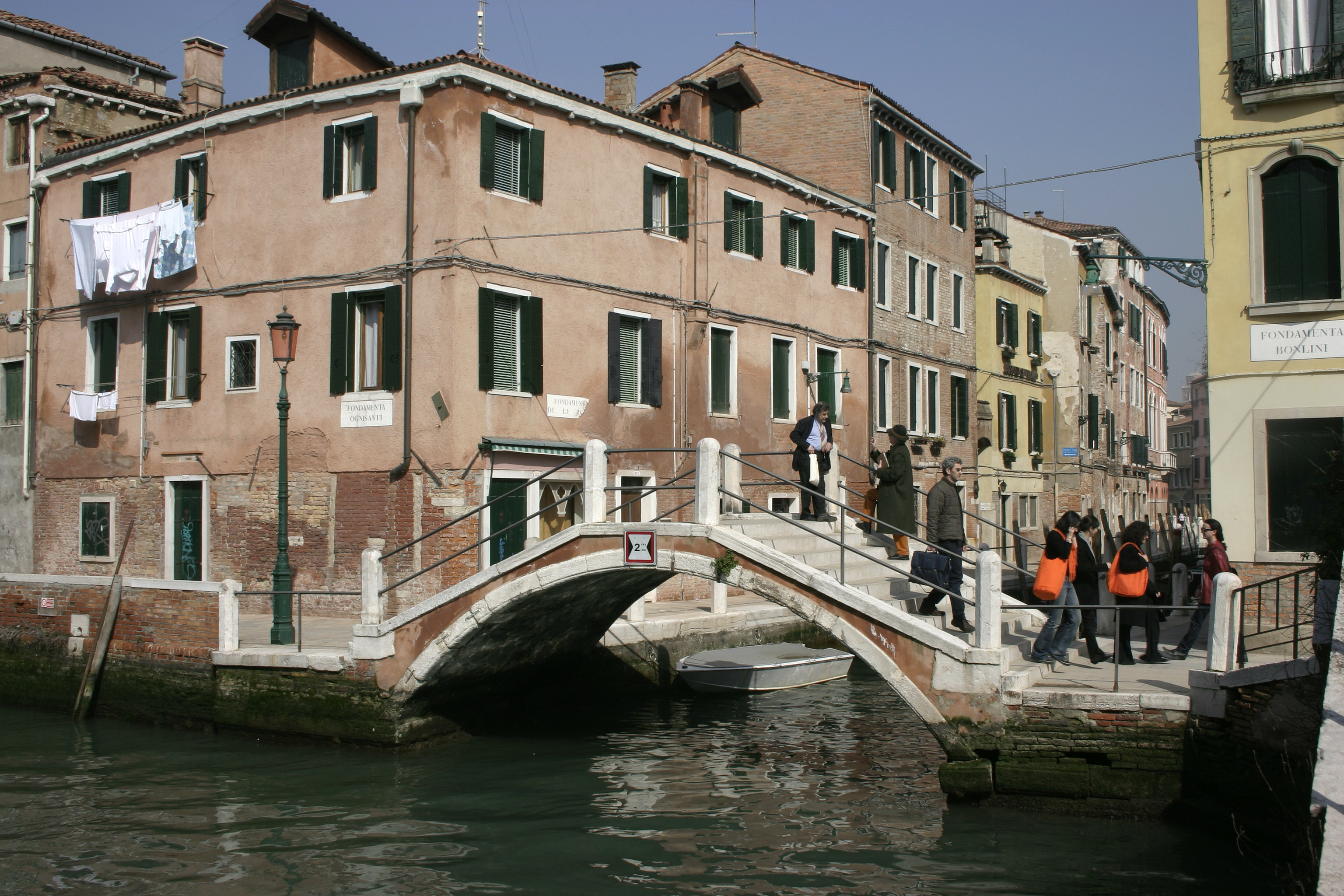
La rencontre avec le rio Ognissanti au ponte de Borgo

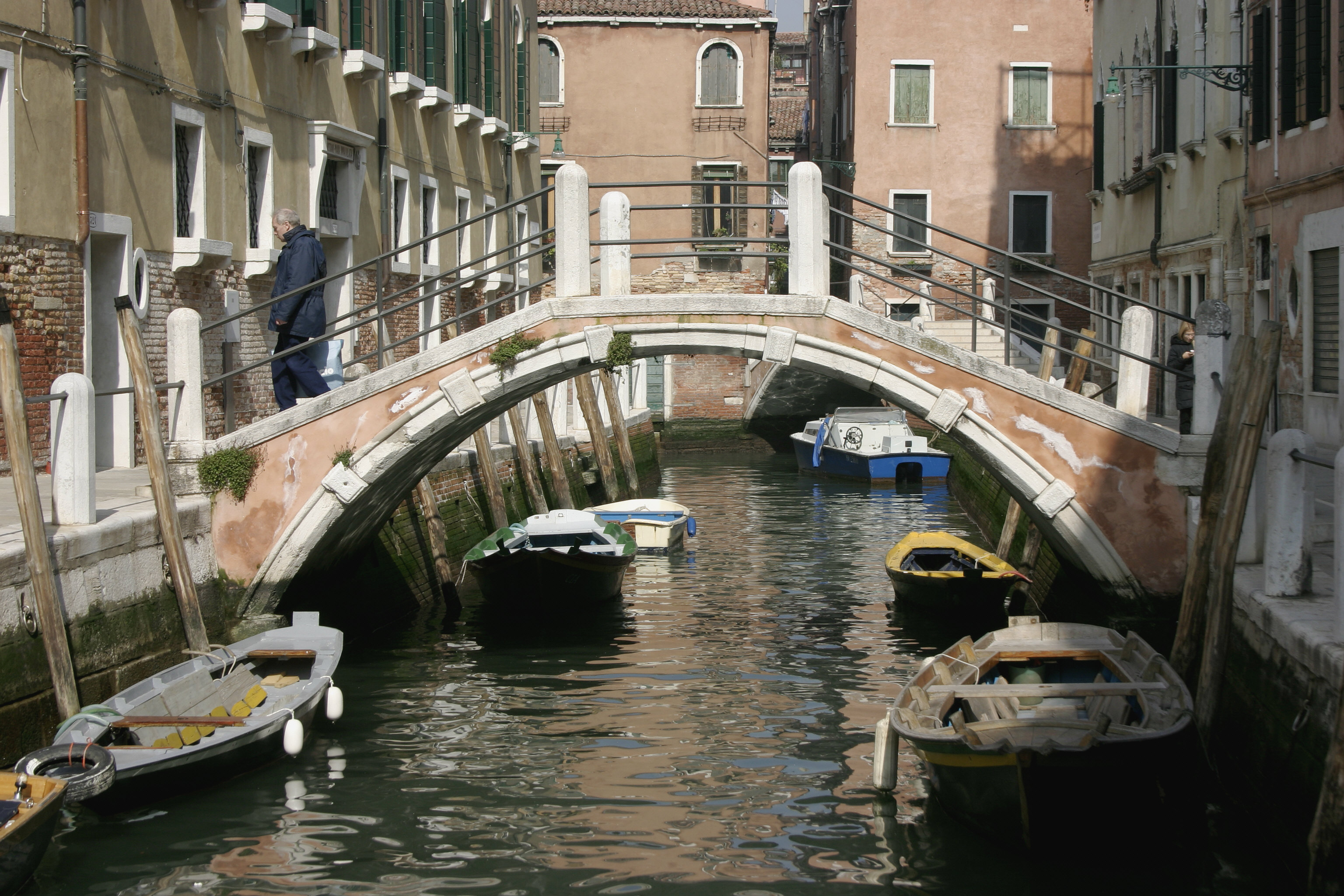
Ponte de le Eremite

Le rio delle Eremite (en vénitien rio de le Romite; canal des Ermites) est un canal de Venise dans le sestiere de Dorsoduro.

## Description
Le rio de le Romite a une longueur d'environ 180 mètres. Il relie le rio dei Ognissanti vers le nord au rio del Malpaga.

## Origine
Le rio tient son nom de l'Église des Ermites.
Quelques ermites Augustiniens, qui d'abord occupaient quelques cellules, près de l'église des SS. Ermagora et Fortunato, furent traduits dans ce site en 1693, où ils construisirent un couvent et une petite église de Jésus, Joseph et Marie ou Église des Ermites. Celle-ci fut fermée en 1810 et le couvent supprimé.  Les frères prêtres Cavanis, qui fondèrent près de l'église Sant'Agnese une école de Charité pour hommes, dirigée par la Congrégation ecclésiastique sous les auspices de Saint Joseph Calasanzio(it) fondèrent aussi dans les locaux déjà occupés par les ermites une autre école pour filles qui fut confiée aux Canossiennes le 2 juillet 1863.

## Situation
Ce rio longe :
- le fondamente delle Eremite sur son flanc ouest ;
- le fondamente de Borgo sur son flanc est.

## Ponts
Ce rio est traversé par deux ponts (du sud au nord) :
- le Ponte de Borgo reliant fondamenta Bonlini et Ognissanti ;
- le Ponte de le Eremite ou Romite reliant 'fondamenta et calle éponymes.